# Versény
A Versény régi magyar személynév, eredete és jelentése ismeretlen.

## Gyakorisága
Az 1990-es években szórványos név, a 2000-es években nem szerepel a 100 leggyakoribb férfinév között.

## Névnapok
- július 19.[2]